# Hoofdorgel van de Laurenskerk in Rotterdam

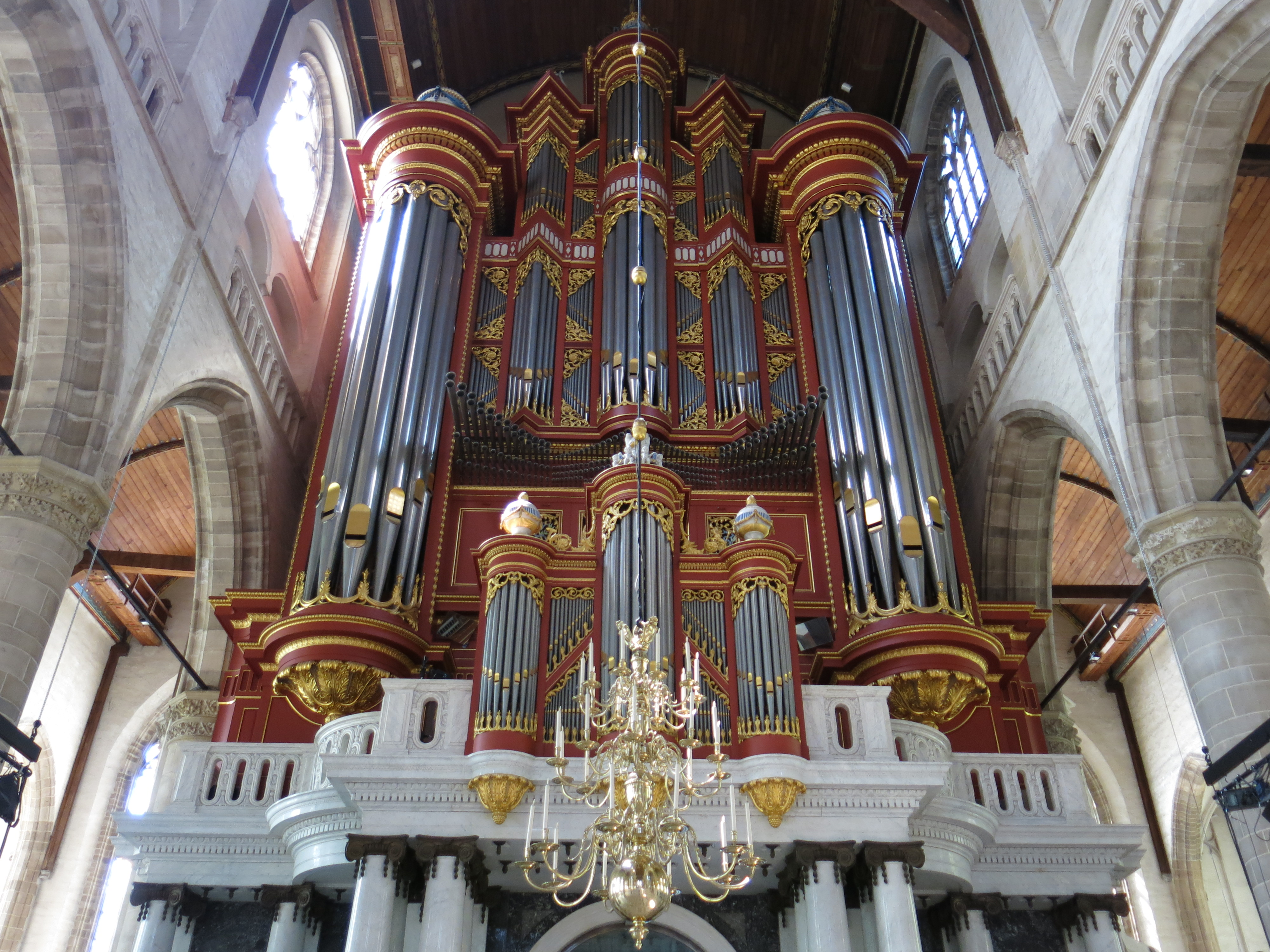
Het hoofdorgel

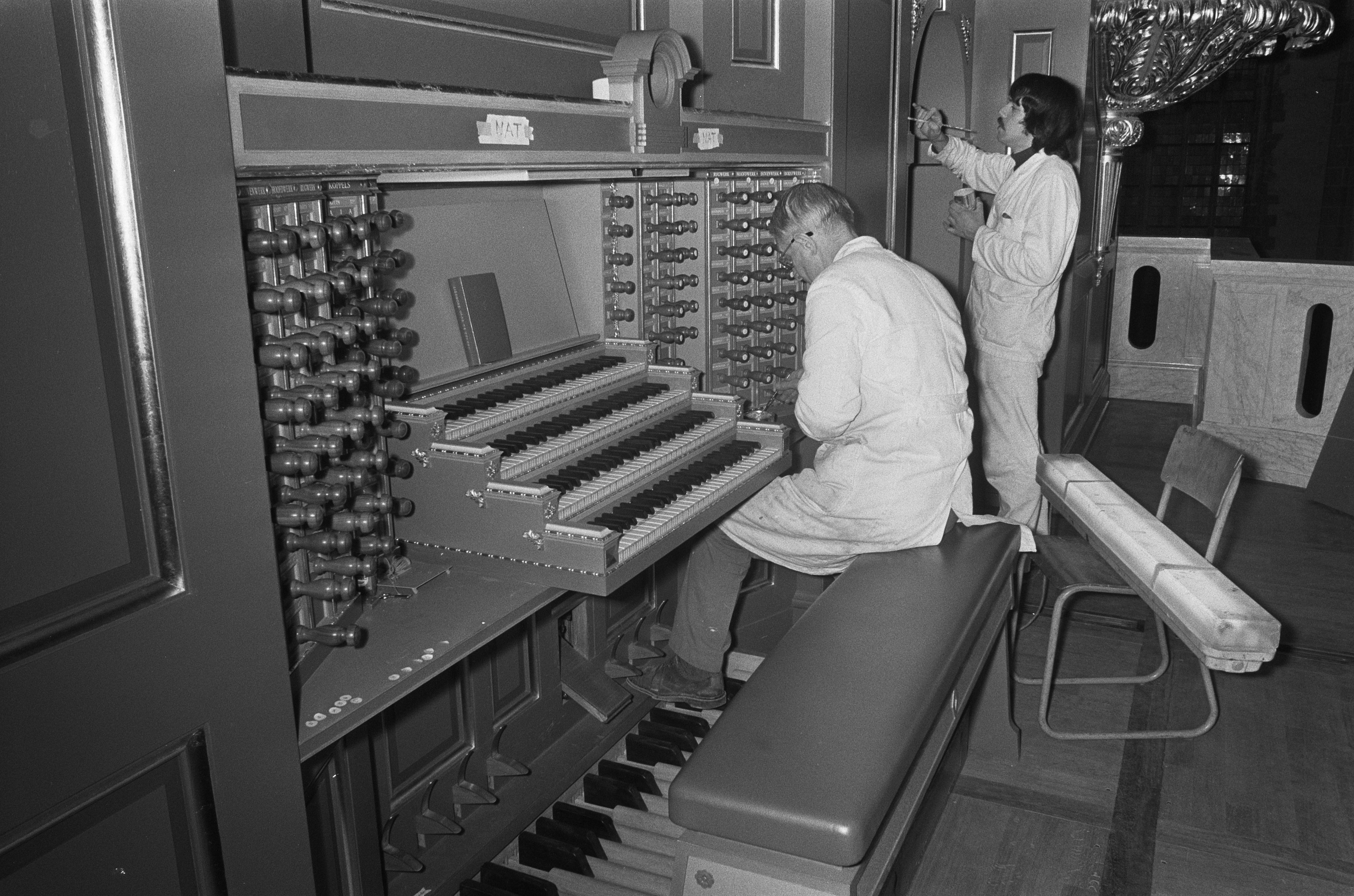
De speeltafel (1973)

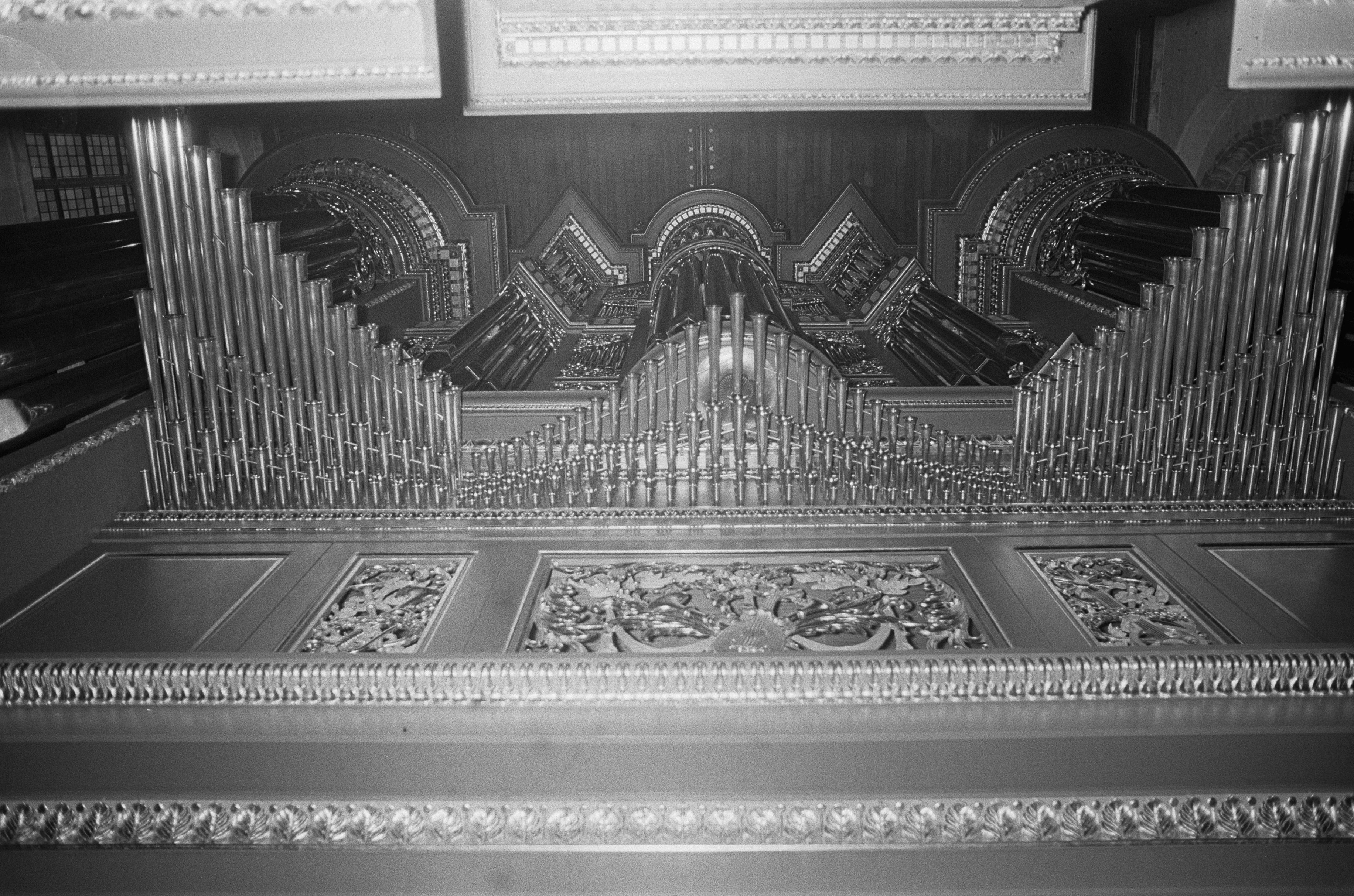
Chamadewerk van onderaf gezien

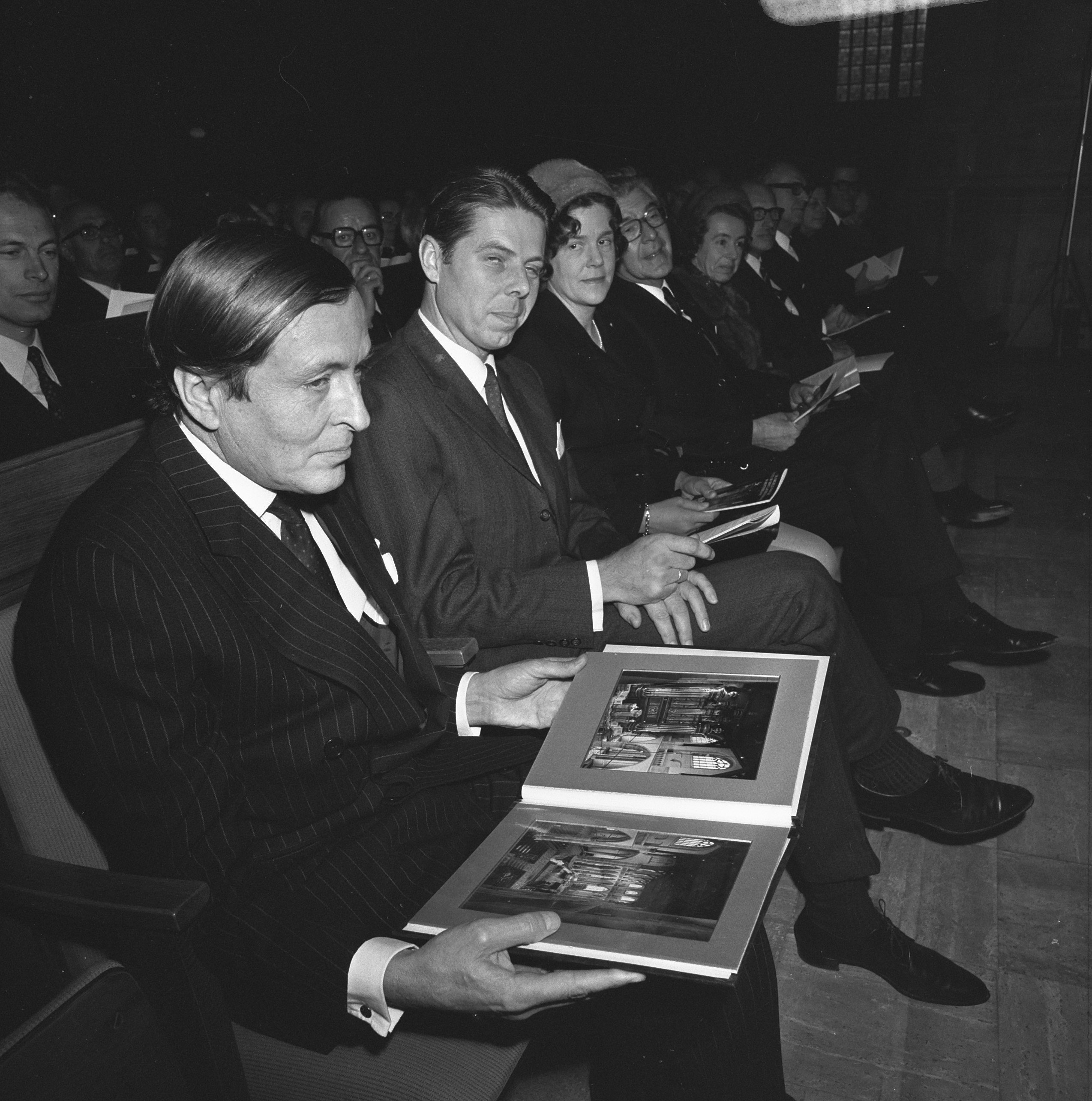
Prins Claus is aanwezig bij de ingebruikneming van het nieuwe orgel.

Het hoofdorgel van de Grote of Sint-Laurenskerk in Rotterdam is gebouwd door de firma Marcussen & Søn uit Denemarken.
Het orgel is 23 meter hoog, heeft vier manualen, 85 registers en 7600 pijpen. Het is het grootste orgel van Nederland en het grootste kerkorgel met mechanische tractuur van Europa. Het marmeren oksaal is een exacte kopie van het oksaal (J.Giudici 1746-1819) van het in de oorlog door brand verwoeste hoofdorgel, met nog bewaard gebleven bronzen ornamenten. De orgelkas is een ontwerp van de architect J.W.C. Besemer. Bijzonder is het nieuw vervaardigde chamadewerk (een rij tongwerken) boven de speeltafel. Het orgel kwam gereed in 1973. Het werd feestelijk in gebruik genomen op 8 december 1973 door organist Johann Th.Lemckert. Ongeveer 1800 mensen waren toen aanwezig, onder wie Prins Claus. 

## Dispositie
De huidige dispositie is als volgt:
| I Rugwerk C–g3    |      |
| Quintadeen        | 16′  |
| Prestant          | 8′   |
| Holpijp           | 8′   |
| Quintadeen        | 8′   |
| Octaaf            | 4′   |
| Roerfluit         | 4′   |
| Quint             | 2/3′ |
| Octaaf            | 2′   |
| Woudfluit         | 2′   |
| Sifflet           | 1/3′ |
| Sesquialter II–IV |      |
| Mixtuur VI–VIII   |      |
| Scherp IV–VI      |      |
| Dulciaan          | 16′  |
| Trompet           | 8'   |
| Kromhoorn         | 8′   |
|                   |      |
| Tremulant         |      |

| II Hoofdwerk C–g3 |         |
| Prestant          | 16′     |
| Octaaf            | 8′      |
| Open fluit        | 8′      |
| Quint             | 51/3′   |
| Octaaf            | 4′      |
| Spitsfluit        | 4′      |
| Octaaf            | 2′      |
| Mixtuur VIII–X    |         |
| Ruispijp III–IV   |         |
| Scherp VI–VIII    |         |
| Cornet V          | vanaf a |
| Trompet           | 16′     |
| Trompet           | 8′      |

| III Bovenwerk C–g3       |       |
| Gedekt                   | 16′   |
| Prestant                 | 8′    |
| Baarpijp                 | 8′    |
| Roerfluit                | 8′    |
| Viola di Gamba           | 8′    |
| Viola di Gamba (zwevend) | 8′    |
| Octaaf                   | 4′    |
| Open fluit               | 4′    |
| Terts                    | 31/5′ |
| Roerquint                | 2/3′  |
| Nachthoorn               | 2′    |
| Terts                    | 13/5′ |
| Mixtuur V–VII            |       |
| Cimbel III               |       |
| Bombarde                 | 16′   |
| Trompette                | 8′    |
| Voix Humaine             | 8′    |
| Clairon                  | 4′    |
|                          |       |
| Tremulant                |       |

| IV Borstwerk C–g3 |      |
| Gedekt            | 8′   |
| Prestant          | 4′   |
| Blokfluit         | 4′   |
| Nazard            | 2/3′ |
| Octaaf            | 2′   |
| Gedekte fluit     | 2′   |
| Octaaf            | 1′   |
| Tertiaan II       |      |
| Scherp IV–V       |      |
| Regaal            | 16′  |
| Kromhoorn         | 8′   |
| Regaal            | 8′   |
|                   |      |
| Tremulant         |      |

| III Chamadewerk C–g3    |     |
| Trompeta magna D        | 16′ |
| Trompeta brillante B/D  | 8′  |
| Trompeta de batalla B/D | 8′  |
| Clarin fuerte B/D       | 4′  |
| Clarin B                | 2′  |
| Orlos B/D               | 8′  |

| Pedaal C–f1   |        |
| Prestant      | 32′    |
| Octaaf        | 16′    |
| Open Subbas   | 16′    |
| Gedekte Quint | 102/3′ |
| Octaaf        | 8′     |
| Gemshoorn     | 8′     |
| Roerquint     | 51/3′  |
| Octaaf        | 4′     |
| Koppelfluit   | 4′     |
| Nachthoorn    | 2′     |
| Dwarsfluit    | 1′     |
| Ruispijp V    |        |
| Mixtuur X     |        |
| Cornet III    |        |
| Bazuin        | 32′    |
| Bazuin        | 16′    |
| Fagot         | 16′    |
| Trompet       | 8′     |
| Trompet       | 4′     |
| Zink          | 2′     |

- Het Bovenwerk en het Chamadewerk worden beide vanaf het derde manuaal bespeeld.
- Het Bovenwerk bevindt zich in een zwelkast.
- Koppels: Pedaal/Hoofdwerk, Pedaal/Rugwerk, Pedaal/Bovenwerk, Hoofdwerk/Rugwerk, Hoofdwerk/Borstwerk, Hoofdwerk/Bovenwerk.

## Organisten
Sinds december 2005 is Hayo Boerema (geb. 1972) de organist-titulair van de Grote of St. Laurenskerk te Rotterdam. Zijn directe voorganger was Johann Th. Lemckert.